# إم 5 (مترو إسطنبول)
قطار M5 (بالتركية: M5 Üsküdar - Samandıra Merkez Metro) هو خط نقل سريغ لمترو إسطنبول يظهر باللون البنفسجي الداكن على الخرائط وعلامات الطرق، افتتح في عام 2017 وهو ثاني مترو في الجانب الآسيوي في إسطنبول، ويعتبر أول خط مترو بدون سائق في إسطنبول، وهو أيضا أول مترو في إسنطنبول مع بوابات خارجية تلقائية لمنع الإنتحارات على السكك.

## تاريخ
- افتتحت المرحلة الأولى (أوسكودار - يمان أيفلر) للقطار في 15 ديسمبر 2017
- افتتحت المرحلة الثانية (يمان أيفلر - تشقمة كوي) للقطار في 21 سبتمبر 2018
- افتتحت المرحلة الثالثة (تشقمة كوي - مركز صمانضرة) للقطار في 16 مارس 2024

## المحطات
جميع المحطات تحت الأرض.
| المحطة                   | المنطقة     | تحويلات | ملاحظات                            |
| ------------------------ | ----------- | --- | ---------------------------------- |
| أوسكودار                 | أوسكودار    | ・⛴️ حافلات İETT: 2, 5, 6, 9A, 11BE, 11C, 11E, 11ES, 11L, 11P, 11T, 11Ü, 11ÜS, 11Y, 12, 12A, 12C, 13M, 15, 15B, 15C, 15E, 15H, 15K, 15KÇ, 15M, 15N, 15P, 15R, 15S, 15T, 15Y, 15ŞN, 15Z, 16A, 16F, 16M, 18, 18Ü, 18Y, 139, 139A, 139S, 320A                         | ميناء عبارات دنتور افراسيا وTURYOL |
| شجرة الفستق              | أوسكودار    | حافلات İETT: 2, 5, 11C, 11E, 11ES, 11L, 11T, 11Ü, 11ÜS, 11Y, 12A, 139, 139A, 139S |                                    |
| باعلار باشي              | أوسكودار    | حافلات İETT: 3, 11BE, 11P, 12A, 13, 13B, 14, 14D, 14F, 14K, 14M, 14R, 14Y, 14YK, 15F, MR9 |                                    |
| آلطوني زادة              | أوسكودار    | حافلات İETT: 2, 3, 5, 9T, 11A, 11BE, 11C, 11E, 11ES, 11L, 11P, 11T ,11Ü, 11ÜS, 11Y, 13, 13B, 14, 14D, 14F, 14FD, 14K, 14M, 14R, 14Y, 14YK, 15F, 139, 139A, 139S, MR9                                                                                               |                                    |
| كيسكلي                   | أوسكودار    | حافلات İETT: 1, 11, 11A, 11CÜ, 11E, 11L, 11P ,11ÜS, 11Y , 13, 13AB, 13B, 14, 14D, 14F, 14FD, 14K, 14R, 14Y, 14YK, 129T, 522, MR9, UM11 | حديقة محمد عاكف آرصوي              |
| برغلي                    | أوسكودار    | حافلات İETT: 6, 8E, 9K, 11L, 11M ,14B, 14DK, 14E, 14ES, 15BK, 15CA, 15ÇK, 15SK, 15TK, 15YK, 129T, UM36 |                                    |
| عمرانية                  | عمرانية     | حافلات İETT: 7, 9A, 10, 11CÜ, 11D, 11K, 11P, 11ST, 13, 13B, 13H, 14, 14B ,14DK, 14E, 14ES, 14YE, 15B, 15YK, 19D, 20, 131A, 131B, 131T, 131Ü, 131YS, 138, 138B, 139, 139A, 139D, 139S, 320 ,522, UM13                                                               |                                    |
| السوق                    | عمرانية     | حافلات İETT: 9A, 10, 11D, 11K, 11P ,13, 13B ,13H, 14, 14B, 14DK, 14E, 14ES, 14YE, 19D, 20, 131, 131A, 131B, 131T, 131Ü, 131YS, 138, 138B, 139D, 139S, 320 | حديقة أورخان غازي                  |
| يمان أيفلر               | عمرانية     | حافلات İETT: 10, 11ÇB, 11H, 11P, 13, 13B, 13H, 14, 14B, 14ES, 14YE, 19D, 20Ü, 131, 131A, 131B, 131T, 131Ü, 131YS, 138, 138B, 139, 139A, 139D, 139S, 320, 522 | جانبارك مول                        |
| تشقماق                   | عمرانية     | حافلات İETT: 8K, 10, 11ÇB, 11H, 11P, 13, 14, 14B, 14ES, 14YE, 19D, 20Ü, 131, 131A, 131B, 131T, 131Ü, 131YS, 138, 138B, 139, 139A, 139D, 139S, 320, 522 |                                    |
| إلهامور كويو             | عمرانية     | حافلات İETT: 11ÇB, 11P, 14, 14B, 14TM, 14YE, 15SD, 19D, 131, 131A, 131B, 131H, 131Ü, 139T, 320, 522, 522B |                                    |
| التُنشَهِر                  | عمرانية     | حافلات İETT: 11ÇB, 11P ,14, 14TM, 14YE, 15SD, 19D, 131A, 131B, 131H, 131Ü, 320, 522, 522B |                                    |
| مدرسة إمام خطيب الثانوية | عمرانية     | حافلات İETT: 11ÇB, 14, 14BK, 14TM, 15SD, 19D, 131, 131A, 131B, 131H, 131Ü, 522, 522B |                                    |
| ضضلو                     | عمرانية     | حافلات İETT: 11ÇB, 14, 14A, 14AK, 14CE, 14ÇK, 14ŞB, 14T, 14TM, 15SD, 19D, 19S, 19SK,131A, 131B, 131H, 131T, 131Ü, 522, 522B, ÇM41, DS1, DS2, UM74 | حديقة غزة جباليا استاد ضضللو       |
| نجيب فاضل                | عمرانية     | حافلات İETT: 9KS, 11R, 14, 14A, 14AK, 14CE, 14T, 19S, 19SK, 131, 131A, 131B, 131H, 131T, 131Ü, 522, 522B, ÇM43, ÇM44, UM40, UM60, UM61, UM62, UM73, UM74 | متروغاردن مول                      |
| تشقمة كوي                | تشقمة كوي   | حافلات İETT: 9K, 9KS, 11, 11A, 11G, 11R, 11ÜS, 14, 14A, 14AK, 14CE, 14T, 14YK, 19S, 19SK, 122D, 122H, 122V, 122Y, 131, 131A, 131B, 131H, 131T, 131Ü, 138, 138B, 139, 139A, 139D, 139S, 139T, 522, 522B, 522ST, ÇM44, MR9, UM40, UM60, UM61, UM62, UM73, UM74       |                                    |
| مجلس                     | سنجك تبة    | حافلات İETT: 11P, 14ES, 14S, 14YE, 19A, 19E, 19EK, 19ES, 19V, 19YK, 20D 131K, 131YS, ÇM42, ÇM43, ÇM44 |                                    |
| صاري غازي                | سنجك تبة    | حافلات İETT: 11, 11ÜS, 14, 14S, 14YK,19A, 19E, 19EK, 19S, 19SK, 19V, 122H, 122V, 131, 131A, 131B, 131H, 131K, 131Ü, 131Y, 131YS, 132YM, 522B, 522ST, 622, ÇM43, UM60, UM61, UM73, UM74                                                                             |                                    |
| سنجك تبة                 | سنجك تبة    | حافلات İETT: 11SA, 18E, 131B, 131Y, 132YM, SM1, SM2, SM3, SM4, SM5, SM6, SM7, SM13, SM14, UM60 |                                    |
| مركز صمانضرة             | سنجك تبة    | حافلات İETT: 11SA, 11ÜS, 14KS, 14S, 18E, 18F, 18Ü, 18UK, 18V, 18Y, 19V, 122H, 122V, 131, 131A, 131B, 131H, 131Ü, 131V, 131Y, 132ÇK, 132M, 132N, 132S, 132SB, 132YB, 132YM, 320A, 320Y, 522ST, KM61, KM71, SM1, SM2, SM3 ,SM4, SM5, SM6, SM7, SM9, SM14, UM60, UM73 | حديقة شهيد حسن تشيليك              |
| ↓↓تحت الإنشاء↓↓          |             | |                                    |
| فيصل كراني               | سنجك تبة    | حافلات İETT: 11SA, 11ÜS, 11V, 14KS, 14S, 18F, 18Ü, 18V, 18YS, 19V, 122H, 122V, 131, 131C, 131H, 131Ü, 131V, 132C, 132M, 132P, 132SB, 132Z, 522ST, KM70, UM60, UM73                                                                                                 |                                    |
| حسن باشا                 | سلطان بييلي | حافلات İETT: 11ÜS, 14KS, 14S, 18, 18A, 18D, 18K, 18M, 18UK, 18YS, 18Ü, 19SB, 122H, 131, 131C, 131H, 131SB, 132C, 132M, 132P, 132SB, 132Z, 522ST, UM73 |                                    |
| سلطان بييلي              | سلطان بييلي | حافلات İETT: 11ÜS, 14KS, 14S, 18, 18A, 18D, 18K, 18UK, 18YS, 18Ü, 19SB, 122H, 131, 131C, 131H, 132C, 132P, 132V, 132Z, 522ST, KM72, UM73 |                                    |